# Qualifications pour le tournoi masculin de volley-ball aux Jeux olympiques d'été de 2012/Amérique du Nord
Pour un article plus général, voir Volley-ball (indoor) aux Jeux olympiques d'été de 2012 – Qualifications hommes.

## Équipes participantes
- Canada
- Costa Rica
- Cuba
- Rép. Dominicaine
- États-Unis (organisateur)
- Mexique
- Porto Rico
- Trinité-et-Tobago

### Composition des groupes
| Groupe A                                        | Groupe B                                |
| ----------------------------------------------- | --------------------------------------- |
| États-Unis Mexique Costa Rica Trinité-et-Tobago | Cuba Canada Porto Rico Rép. Dominicaine |

## Groupe A

### Classement
| # | Équipe            | Pts | J | G | P | Sp | Sc | Ratio | Pp  | Pc  | Ratio |
| - | ----------------- | --- | - | - | - | -- | -- | ----- | --- | --- | ----- |
| 1 | États-Unis        | 15  | 3 | 3 | 0 | 9  | 0  | MAX   | 225 | 121 | 1.86  |
| 2 | Mexique           | 9   | 3 | 2 | 1 | 6  | 4  | 1.5   | 225 | 216 | 1.042 |
| 3 | Trinité-et-Tobago | 6   | 3 | 1 | 2 | 4  | 6  | 0.667 | 194 | 229 | 0.847 |
| 4 | Costa Rica        | 0   | 3 | 0 | 3 | 0  | 9  | 0     | 147 | 225 | 0.653 |

## Groupe B

### Classement
| # | Équipe           | Pts | J | G | P | Sp | Sc | Ratio | Pp  | Pc  | Ratio |
| - | ---------------- | --- | - | - | - | -- | -- | ----- | --- | --- | ----- |
| 1 | Canada           | 15  | 3 | 3 | 0 | 9  | 0  | MAX   | 225 | 160 | 1.406 |
| 2 | Cuba             | 10  | 3 | 2 | 1 | 6  | 3  | 2     | 209 | 182 | 1.148 |
| 3 | Porto Rico       | 5   | 3 | 1 | 2 | 3  | 6  | 0.5   | 183 | 199 | 0.92  |
| 4 | Rép. Dominicaine | 0   | 3 | 0 | 3 | 0  | 9  | 0     | 149 | 225 | 0.662 |

## Tour final
|  | Quarts de finale          | Quarts de finale          |                            |                            | Demi-finales               | Demi-finales               |  |  | Finale | Finale |
|  | Quarts de finale          | Quarts de finale          |                            |                            | Demi-finales               | Demi-finales               |  |  | Finale | Finale |
|  |                           |                           |                            |                            |                            |                            |  |  |        |        |
|  | 2e groupe B - 3e groupe A | 2e groupe B - 3e groupe A |                            |                            | 1er groupe A - 2e B / 3e A | 1er groupe A - 2e B / 3e A |  |  |        |        |
|  | 2e groupe B - 3e groupe A | 2e groupe B - 3e groupe A |                            |                            | 1er groupe A - 2e B / 3e A | 1er groupe A - 2e B / 3e A |  |  |        |        |
|  | 2e groupe B - 3e groupe A | 2e groupe B - 3e groupe A | États-Unis                 | 3                          |                            |                            |  |  |        |        |
|  | Cuba                      | 3                         | États-Unis                 | 3                          |                            |                            |  |  |        |        |
|  | Cuba                      | 3                         | Cuba                       | 1                          |                            |                            |  |  |        |        |
|  | Trinité-et-Tobago         | 0                         | Cuba                       | 1                          |                            |                            |  |  |        |        |
|  | Trinité-et-Tobago         | 0                         | 1er groupe B - 2e A / 3e B | 1er groupe B - 2e A / 3e B | États-Unis                 | 3                          |  |  |        |        |
|  | 2e groupe A - 3e groupe B |                           | 1er groupe B - 2e A / 3e B | 1er groupe B - 2e A / 3e B | États-Unis                 | 3                          |  |  |        |        |
|  |                           | Canada                    | 1er groupe B - 2e A / 3e B | 1er groupe B - 2e A / 3e B | 0                          |                            |  |  |        |        |
|  | Mexique                   | Canada                    | 1er groupe B - 2e A / 3e B | 1er groupe B - 2e A / 3e B | 0                          | 1                          |  |  |        |        |
|  | Mexique                   | Porto Rico                | 2                          |                            |                            | 1                          |  |  |        |        |
|  | Porto Rico                | Porto Rico                | 2                          | 3                          |                            |                            |  |  |        |        |
|  | Porto Rico                | Canada                    | 3                          | 3                          |                            |                            |  |  |        |        |
|  |                           | Canada                    | 3                          | Match pour la 3e place     |                            |                            |  |  |        |        |
|  |                           |                           |                            |                            |                            |                            |  |  |        |        |
|  |                           |                           |                            |                            |                            |                            |  |  |        |        |
|  |                           |                           |                            |                            |                            |                            |  |  |        |        |
|  | Cuba                      | 3                         |                            |                            |                            |                            |  |  |        |        |
|  | Cuba                      | 3                         |                            |                            |                            |                            |  |  |        |        |
|  | Porto Rico                | 0                         |                            |                            |                            |                            |  |  |        |        |
|  | Porto Rico                | 0                         |                            |                            |                            |                            |  |  |        |        |

### Tour de classement
|  | Demi-finales 5-8          | Demi-finales 5-8 |                |   | Cinquième place | Cinquième place |
|  | Demi-finales 5-8          | Demi-finales 5-8 |                |   | Cinquième place | Cinquième place |
|  |                           |                  |                |   |                 |                 |
|  | 2e A / 3e B - 4e groupe A |                  |                |   |                 |                 |
|  |                           |                  |                |   |                 |                 |
|  | Mexique                   | 3                |                |   |                 |                 |
|  | Mexique                   | 3                |                |   |                 |                 |
|  | Costa Rica                | 0                |                |   |                 |                 |
|  | Costa Rica                | 0                | Mexique        | 3 |                 |                 |
|  | 2e B / 3e A - 4e groupe B |                  | Mexique        | 3 |                 |                 |
|  |                           | Rép. Dominicaine | 0              |   |                 |                 |
|  | Trinité-et-Tobago         | Rép. Dominicaine | 0              | 1 |                 |                 |
|  | Trinité-et-Tobago         |                  |                | 1 |                 |                 |
|  | Rép. Dominicaine          | 3                |                |   |                 |                 |
|  | Rép. Dominicaine          | 3                | Septième place |   |                 |                 |
|  |                           |                  |                |   |                 |                 |
|  |                           |                  |                |   |                 |                 |
|  |                           |                  |                |   |                 |                 |
|  | Costa Rica                | 1                |                |   |                 |                 |
|  | Costa Rica                | 1                |                |   |                 |                 |
|  | Trinité-et-Tobago         | 3                |                |   |                 |                 |
|  | Trinité-et-Tobago         | 3                |                |   |                 |                 |

## Classement final
| Rang | Nation            |
| ---- | ----------------- |
| 1er  | États-Unis        |
| 2e   | Canada            |
| 3e   | Cuba              |
| 4e   | Porto Rico        |
| 5e   | Mexique           |
| 6e   | Rép. Dominicaine  |
| 7e   | Trinité-et-Tobago |
| 8e   | Costa Rica        |

## Équipe qualifiée
- États-Unis (9e participation)